# Ichneumon chinensis
Ichneumon chinensis là một loài tò vò trong họ Ichneumonidae.